# 新静岡駅
新静岡駅（しんしずおかえき）は、静岡県静岡市葵区鷹匠一丁目にある静岡鉄道静岡清水線の駅である。
同線の起点である。駅番号はS01。
以前は車両工場も併設（長沼駅に移転）されており、鉄道線並びに軌道線車両（静岡市内線・清水市内線）の車両を受け持っていた。また、静岡市内線が健在だったころは当駅が静岡清水線との乗り換えターミナルとなっていた。

## 歴史

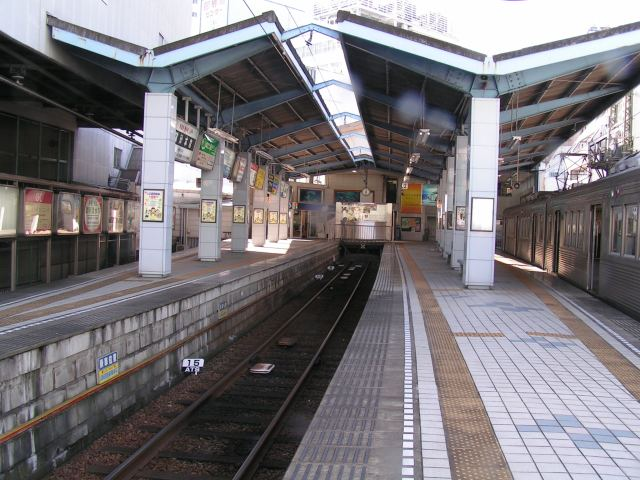
改修前の3番線ホーム
（2005年11月17日）

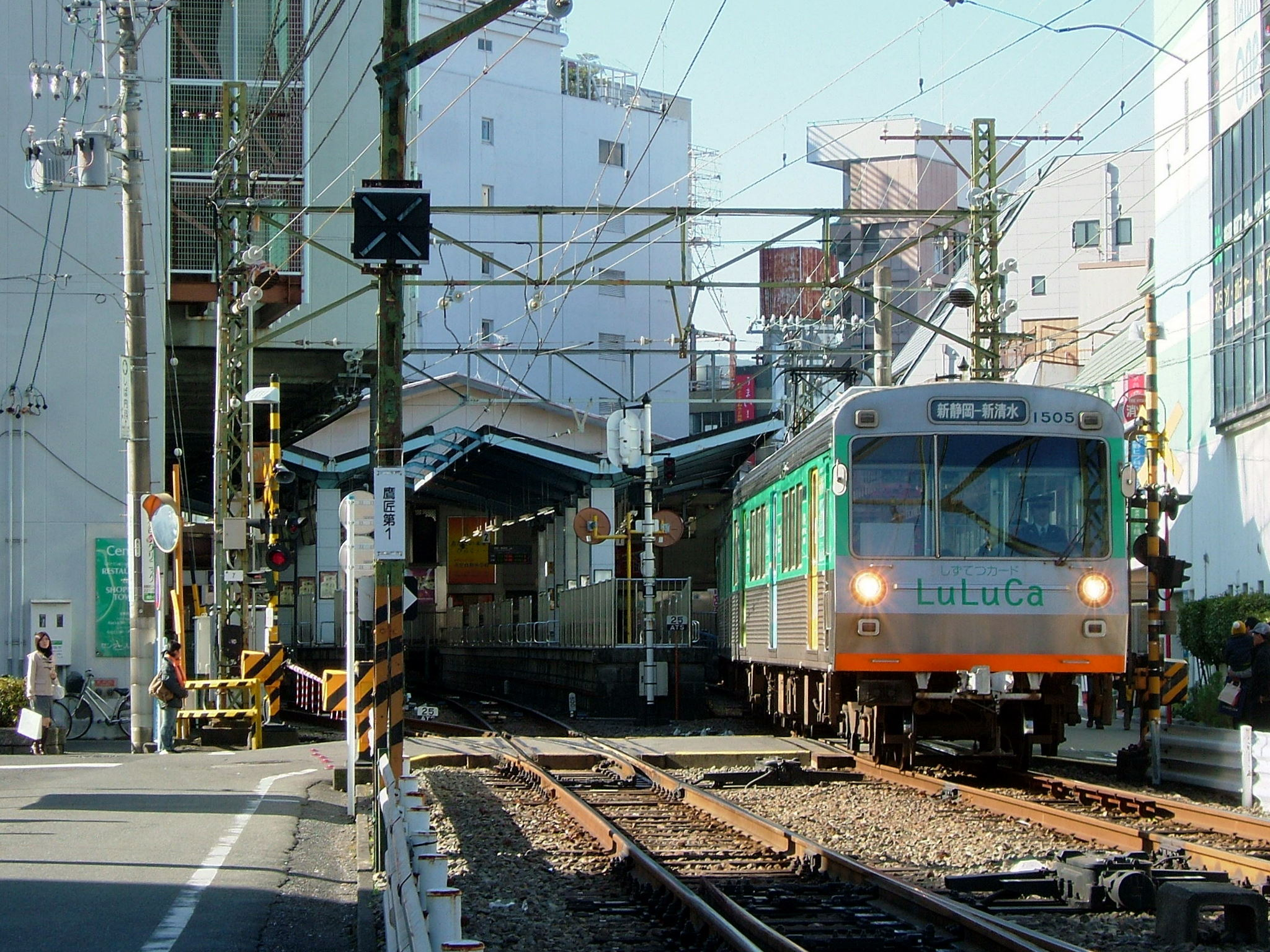
新静岡駅を発車した列車
（2009年1月3日）

### 年表
- 1908年（明治41年）12月9日：鷹匠町一丁目71番地（現鷹匠一丁目1番）に鷹匠町（たかじょうまち）駅として開業。
- 1940年（昭和15年）1月15日：静岡大火により駅舎焼失[1]。
- 1954年（昭和29年）10月1日：新静岡駅に改称。
- 1962年（昭和37年）9月15日：静岡市内線廃止。
- 1966年（昭和41年）
  - 5月10日：旧来の新静岡バスセンターを拡張した新静岡バスターミナルが完成。
  - 5月15日：駅ビル型ショッピングセンター「新静岡センター」完成。
- 1992年（平成4年）9月1日：自動改札機設置[2]。
- 2009年（平成21年）
  - 1月31日：新静岡センター、建て替えに伴い営業終了。
  - 3月31日：同日をもってバスターミナルを閉鎖。周辺に設置する仮停留所または静岡駅に移転。
- 2010年（平成22年）3月5日：新ターミナルビル本体起工式を行う。
- 2011年（平成23年）
  - 10月5日：新ターミナルビル「新静岡セノバ」が開業。
  - 10月11日：新静岡バスターミナル、供用再開。
- 2012年（平成24年）10月上旬：改札機の1レーンをIC専用機とする。

### 駅ビルの改築
年間800万人以上の来客と100億円を超える売り上げのある新静岡センターであったが、開業から40年以上が経ち、ビル自体も老朽化しており、バリアフリー化が遅れている事や、敷地面積の3分の1程度しか建物として高度利用されておらず、専門チームを編成し、大掛かりな改築プロジェクトを進めた。設置者の静岡鉄道は、2009年1月31日の営業をもって新静岡センターを一時営業休止とする方向で、入居テナントに退店又は契約継続の協議を進めている事を発表した。
新しいターミナルビルは旧ビルとバスターミナルを解体した上で建設された。地上11階・地下1階建て、店舗面積約32000平方メートル（改築前のビルは約13000平方メートル）、延床面積約93000平方メートル。地下1階は食料品フロア、地上1階はバスターミナル、鉄道駅、コンコース、衣料品店、地上2 - 5階は衣料品や雑貨店などの商業施設、6 - 8階は駐車場、9階以上は複合映画館などとなる。ハンズ、しずてつストア、静活系シネマコンプレックス「シネシティ・ザート」を核テナントとした。また隣接地に「静鉄鷹匠ビル」も建てられ静岡鉄道の本社事務所となり「新静岡セノバ」と道路を跨いだ連絡通路も設置された。

#### 改築工事のスケジュール
以下のスケジュールは発表又は報道されたもの。

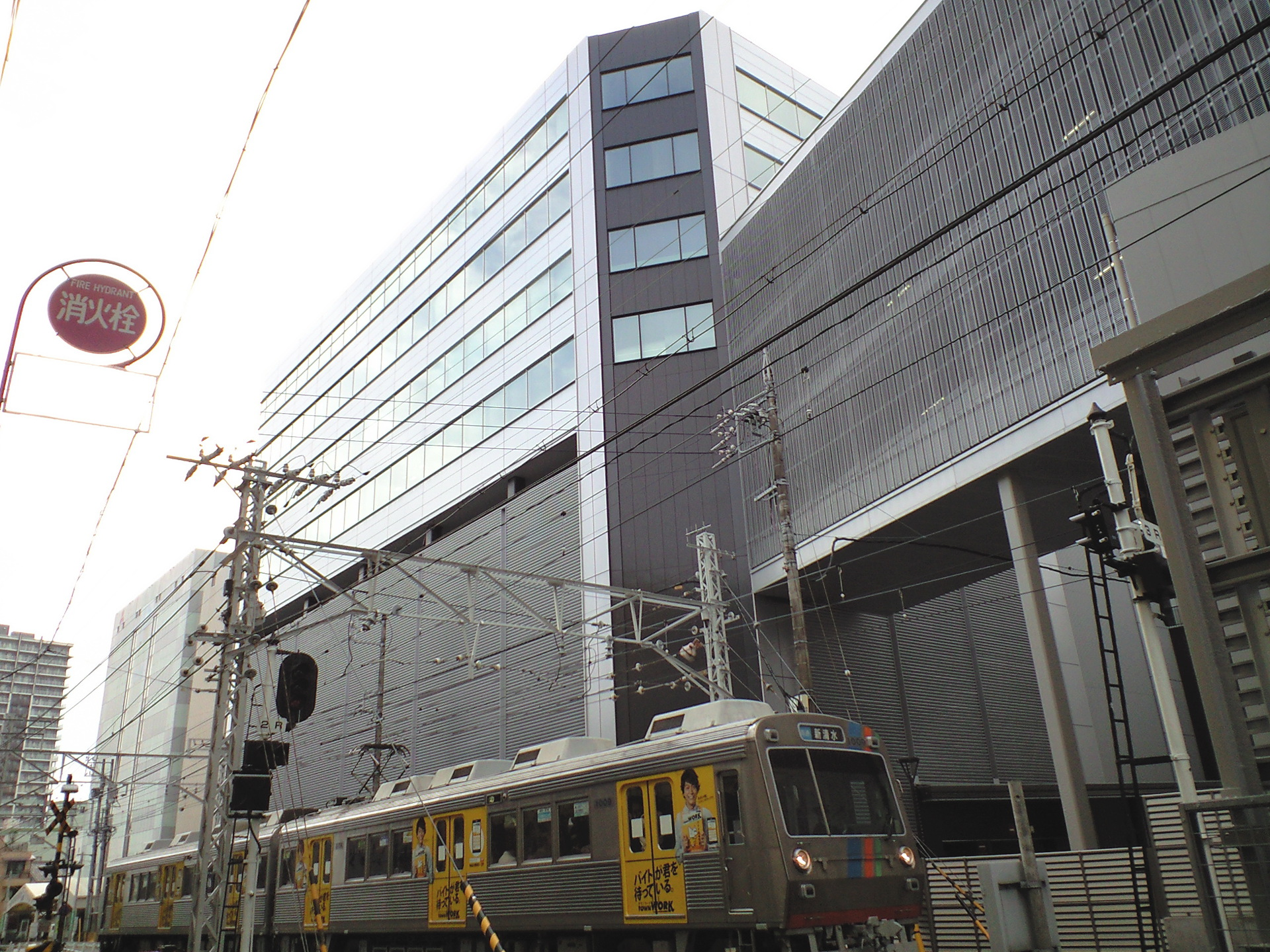
静岡鉄道本社の静鉄鷹匠ビルと駅側連絡通路

- 2009年1月31日をもって新静岡センターの営業を休止。
  - ただし、地下1階のしずてつストアは同年3月2日までは店舗スペースを縮小の上、現在地で営業を継続した。
  - 新静岡駅3番線ホームを閉鎖したため、同年2月1日からダイヤを修正。同年4月1日には改札が地上に移転した。なお、バスターミナルは同年3月31日まで変更されなかった。

#### 移転・開設など
- 2009年（平成21年）
  - 3月3日：しずてつストアが葵区鷹匠二丁目16番へ移転。
  - 3月9日：静岡鉄道本社が葵区追手町3番へ仮移転。
  - 3月31日：同日をもってバスターミナルを閉鎖。周辺に設置する仮停留所または静岡駅に移転した。
  - 4月1日：静岡清水線電車の仮設改札口が開設される。
  - 11月25日：仮設改札口が移転する。
- 2010年（平成22年）
  - 3月5日：新ターミナルビル本体起工式を行う。
- 2011年（平成23年）
  - 3月26日：仮設改札口が再度移転する。
  - 9月26日：静岡鉄道本社が葵区鷹匠一丁目1番の静鉄鷹匠ビルに移転。
  - 10月5日：新ターミナルビル「新静岡セノバ」が開業。
  - 10月11日：新静岡バスターミナル、供用再開。

## 駅構造
島式ホーム2面3線（頭端式）を有する地上駅。
静鉄プロパティマネジメントが管理・運営する商業施設「新静岡セノバ」が併設されている。
改修工事前は、新静岡センターの立体駐車場が覆いかぶさり、高さが低い3番線は剛体架線となっていたが、新静岡センターの建て替えと立体駐車場解体工事に伴い、3番線ホームと共に撤去された。
電車乗り場は、改修工事前は新静岡センター地下1階(食料品フロア)に設けられた出改札口から階段を利用してプラットホームに向かうようになっていたが、その後、新静岡セノバ竣工後は1階の鷹匠町側からけやき通り側へ連なる自由通路から段差なく直接プラットホームにアクセス可能な構造に改められて、バリアフリーに対応した。

### のりば
| 乗り場 | 路線        | 方面             | 備考                      |
| ------ | ----------- | ---------------- | ------------------------- |
| 1      | ●静岡清水線 | 草薙・新清水方面 | 日中はこちらを使用        |
| 2      | ●静岡清水線 | 草薙・新清水方面 | 日中はこちらを使用        |
| 3      | ●静岡清水線 | 草薙・新清水方面 | 2番線の降車ホームも兼ねる |

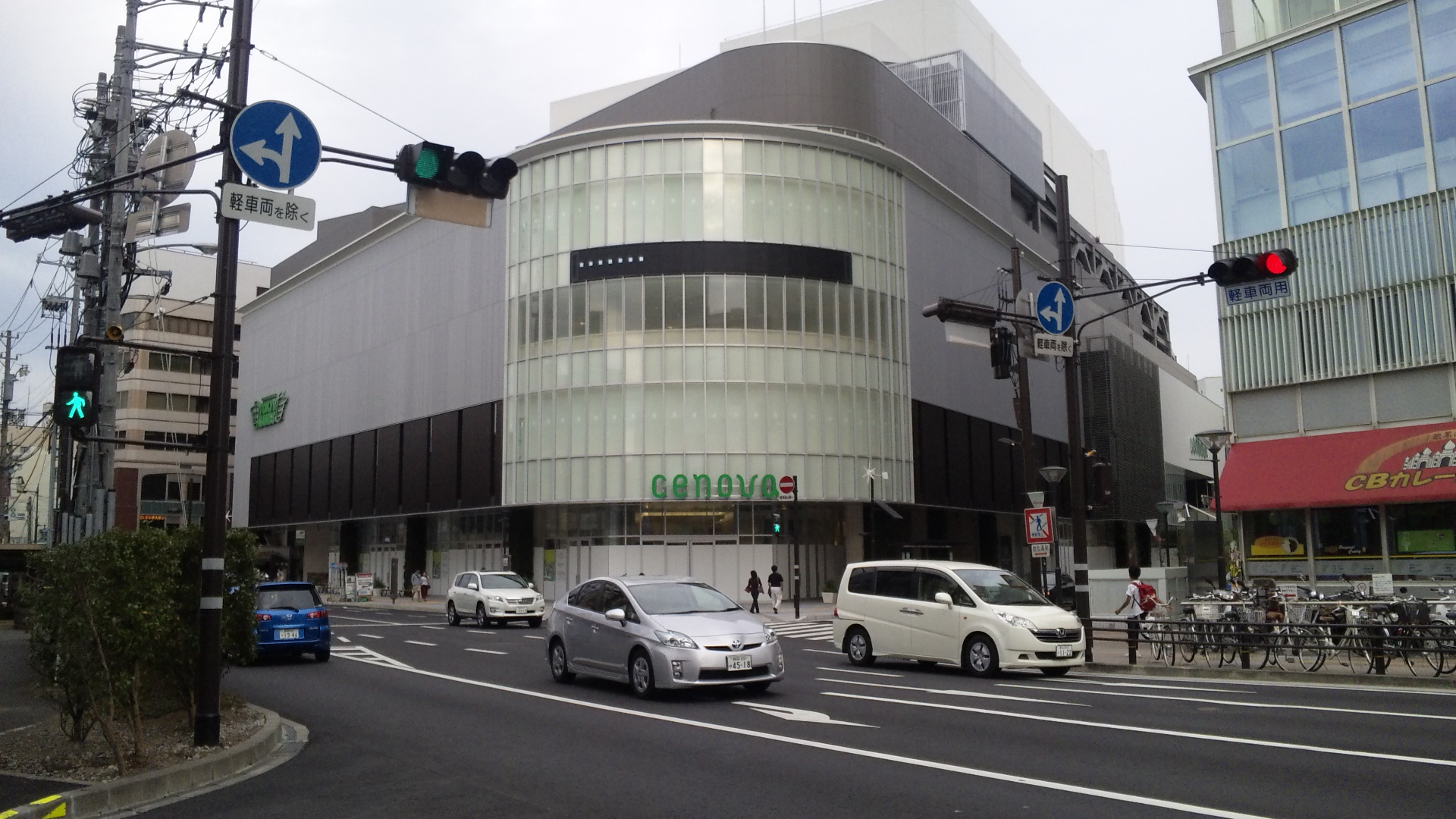
新静岡セノバ
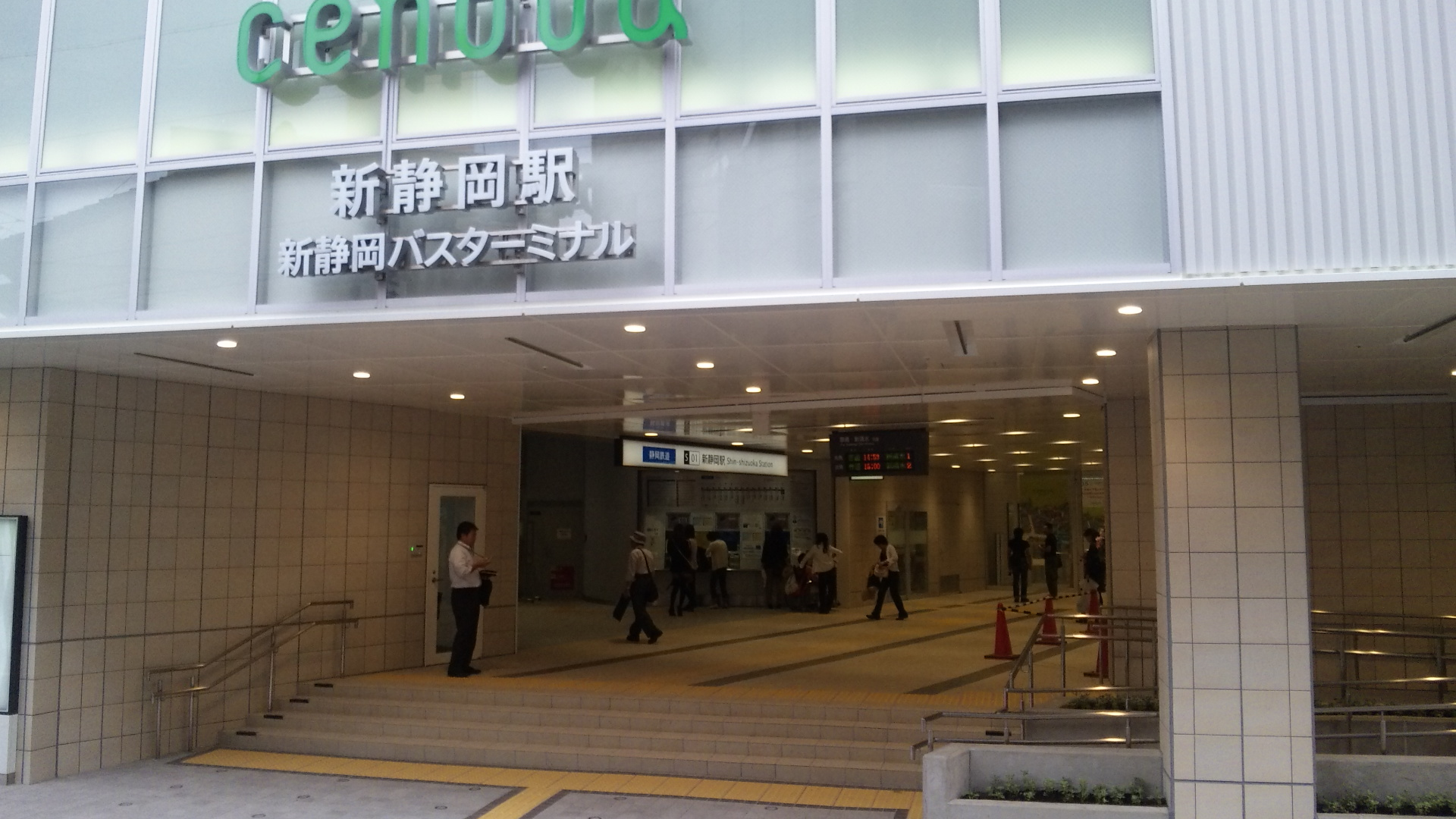
鷹匠口（2011年10月2日）
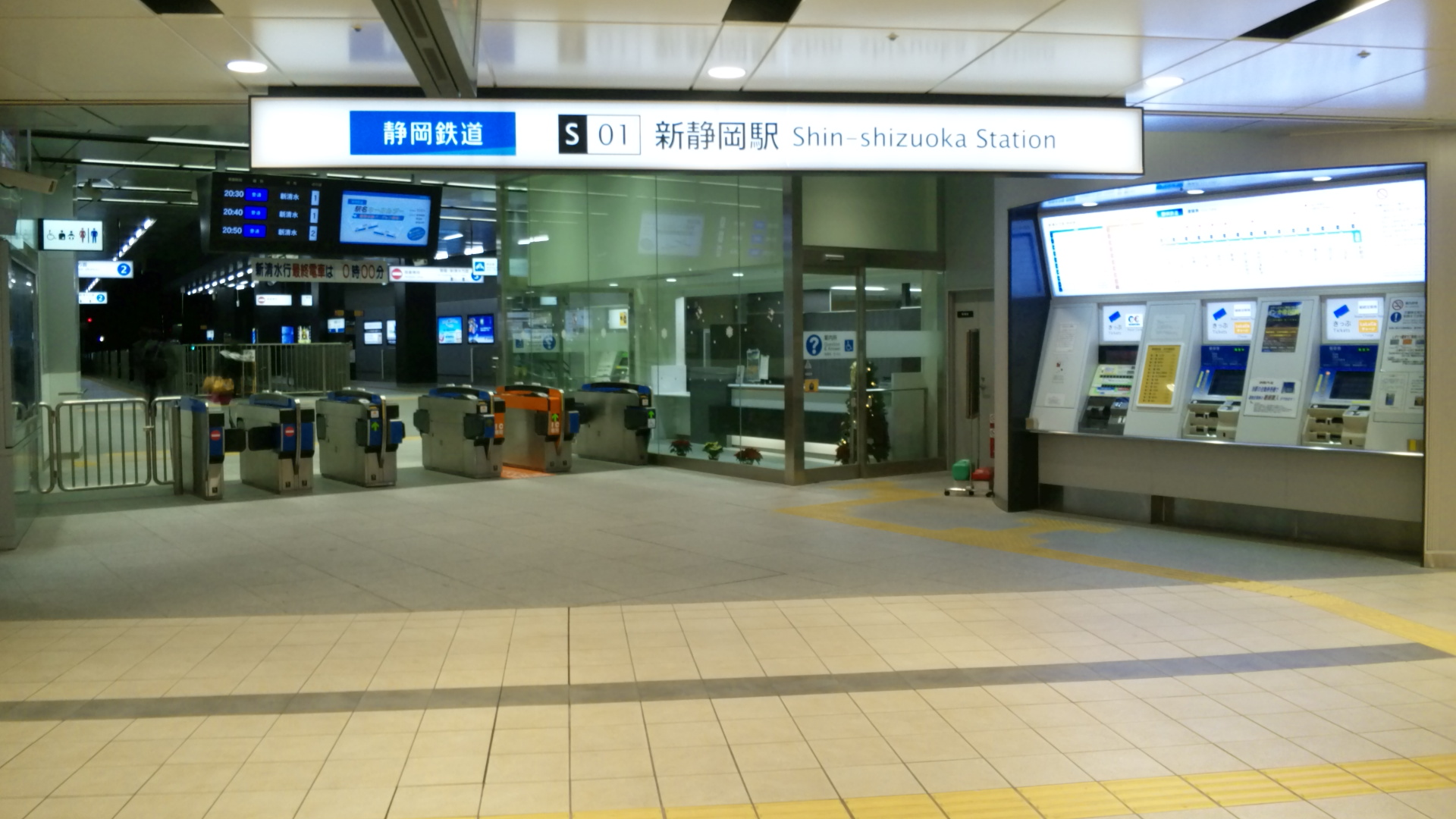
改札口（2011年10月2日）
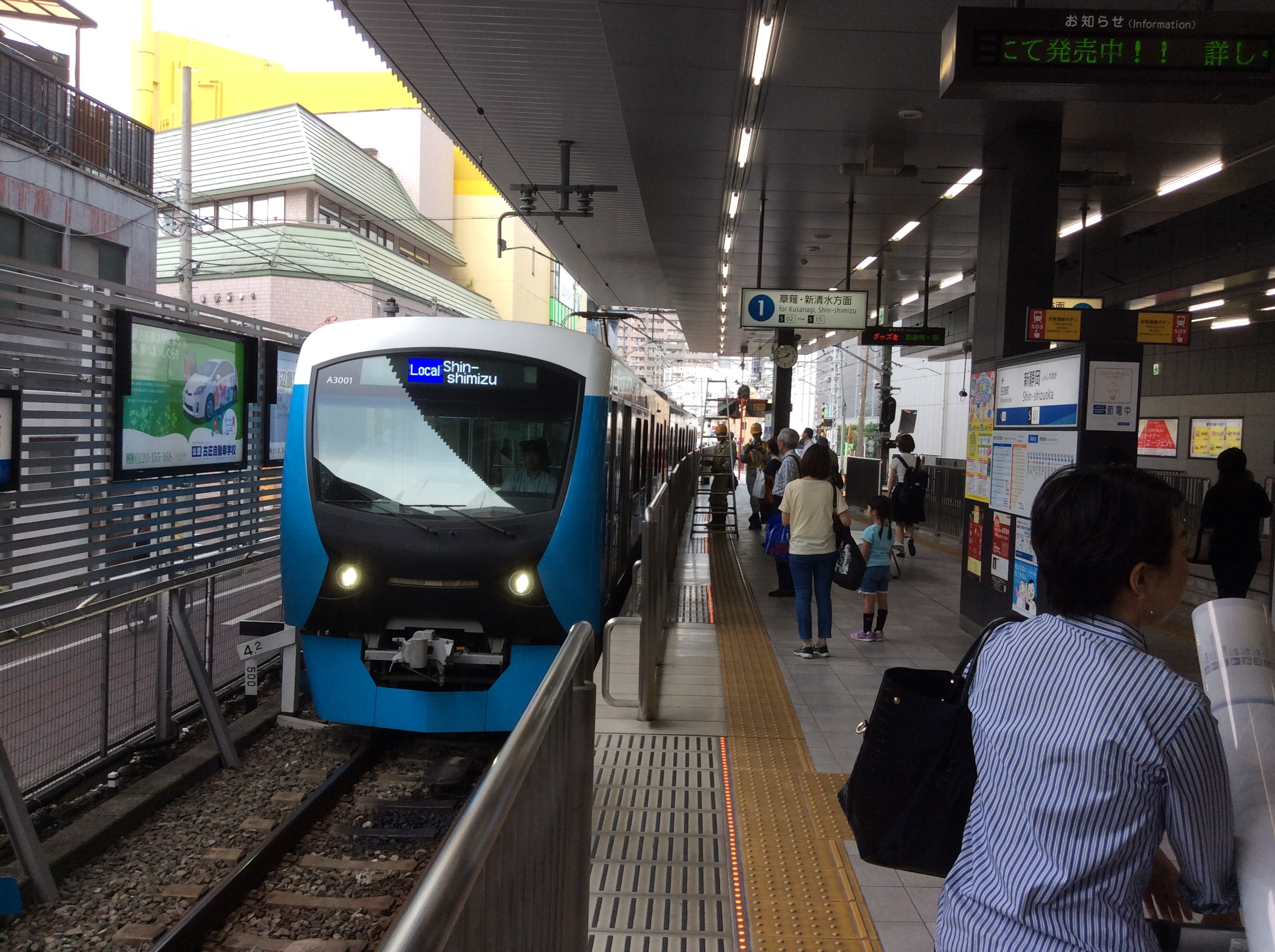
ホーム（2017年9月20日）

## 利用状況
「静岡県統計年鑑」及び「静岡市統計書」によると、2023年（令和5年）度の1日平均乗降人員は16,353人（乗車人員：8,221人、降車人員：8,132人）である。当駅は、静岡市の中心市街地に位置し、静岡清水線全15駅の中で最も利用者が多い。
近年の1日平均乗降・乗車人員は以下の通りである。
| 年度               | 1日平均乗降人員 | 1日平均乗降人員 | 1日平均乗降人員 |
| 年度               | 乗車人員        | 降車人員        | 合計            |
| ------------------ | --------------- | --------------- | --------------- |
| 2002年（平成14年） | 10,523          | 8,054           | 18,577          |
| 2003年（平成15年） | 10,721          | 8,102           | 18,823          |
| 2004年（平成16年） | 10,998          | 8,212           | 19,210          |
| 2005年（平成17年） | 9,171           | 9,338           | 18,509          |
| 2006年（平成18年） | 11,070          | 8,172           | 19,242          |
| 2007年（平成19年） | 10,994          | 8,269           | 19,263          |
| 2008年（平成20年） | 8,877           | 9,171           | 18,048          |
| 2009年（平成21年） | 7,445           | 7,829           | 15,274          |
| 2010年（平成22年） | 7,253           | 7,994           | 15,247          |
| 2011年（平成23年） | 8,173           | 8,009           | 16,182          |
| 2012年（平成24年） | 8,938           | 8,225           | 17,163          |
| 2013年（平成25年） | 8,614           | 8,432           | 17,046          |
| 2014年（平成26年） | 8,920           | 8,694           | 17,614          |
| 2015年（平成27年） | 9,240           | 9,097           | 18,337          |
| 2016年（平成28年） | 9,545           | 9,346           | 18,891          |
| 2017年（平成29年） | 9,768           | 9,504           | 19,272          |
| 2018年（平成30年） | 9,941           | 9,716           | 19,657          |
| 2019年（令和元年） | 9,793           | 9,562           | 19,362          |
| 2020年（令和02年） | 7,281           | 7,129           | 14,410          |
| 2021年（令和03年） | 7,510           | 7,404           | 14,914          |
| 2022年（令和04年） | 7,919           | 7,835           | 15,754          |
| 2023年（令和05年） | 8,221           | 8,132           | 16,353          |

## 駅周辺
静岡市静岡市街の中心部にある。
- 静岡駅 - 東海旅客鉄道 徒歩7分
- 静岡県庁
- 静岡市役所静岡庁舎
  - 葵区役所
- 駿府城公園（駿府城址）
- 静岡モディ(旧丸井静岡店B館)
- 松坂屋静岡店
- 静岡伊勢丹
- 静岡PARCO
- 新静岡セノバ
  - ハンズ静岡店(3階)
  - 静鉄ストア 新静岡セノバ店
- セノバ保育園
- キラリ高等学校静岡スクリーング会場
  - 鷹匠本館
  - 鷹匠2号館
- あいあい新静岡校
- 秀英NEO高等学院
- けやきプラザ
- 葵タワー
- みずほ銀行

セノバけやき口前にあるさくらももこデザインのマンホール蓋

  - 静岡支店（旧・第一勧業銀行・日本興業銀行静岡支店）
  - 清水支店（旧・第一勧業銀行清水支店）- 2017年9月11日に静岡支店内に移転
- 三菱UFJ銀行
  - 静岡支店（旧・東京三菱銀行静岡支店）
  - 静岡中央支店（旧・UFJ銀行静岡支店） - 2008年7月10日に静岡支店内に移転
  - 清水支店（旧・UFJ銀行清水支店） - 2018年4月9日に静岡支店内に移転
- ドン・キホーテ 新静岡駅前店
- ドン・キホーテ 静岡両替町店

## バス路線

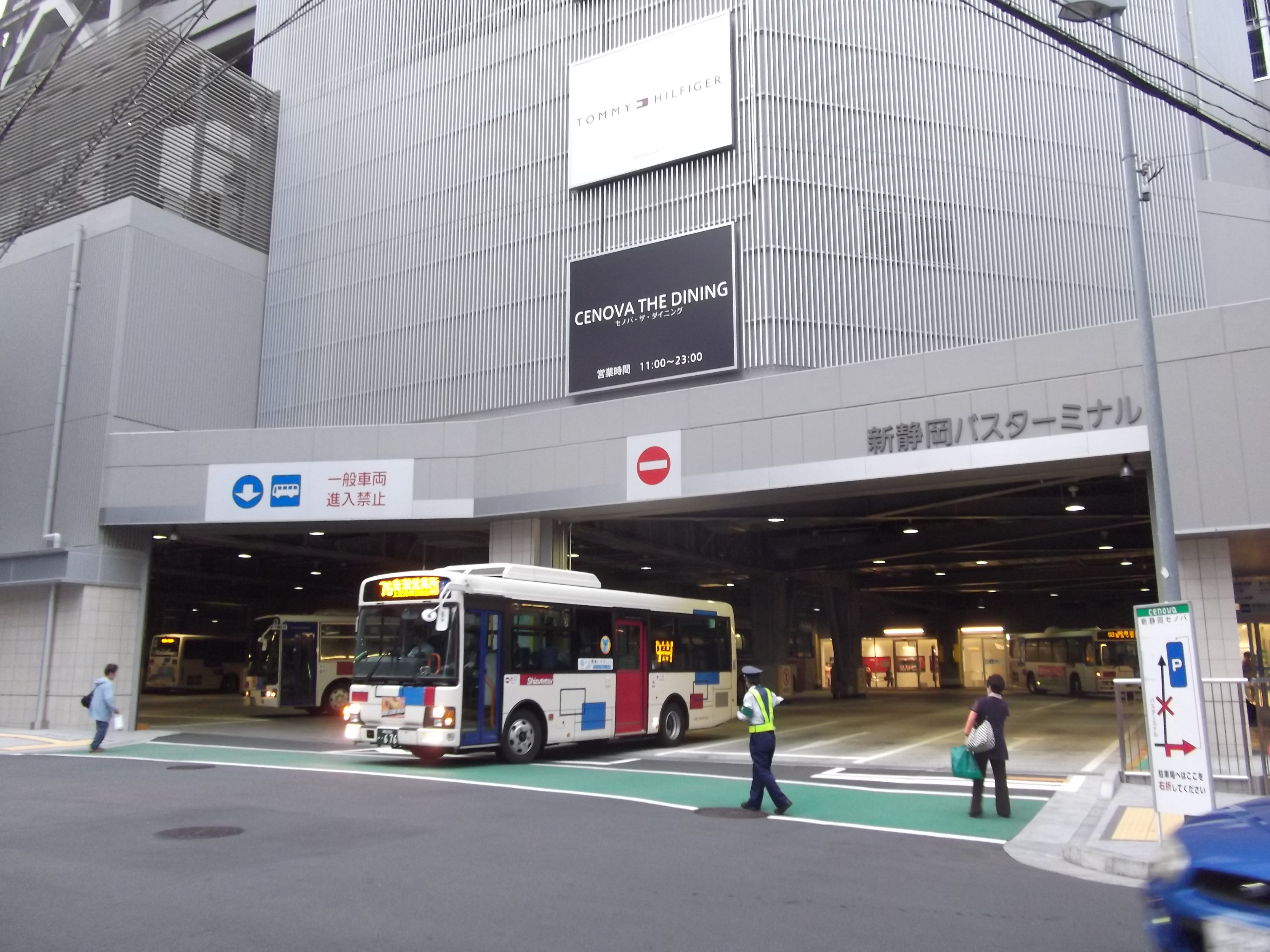
新静岡バスターミナル

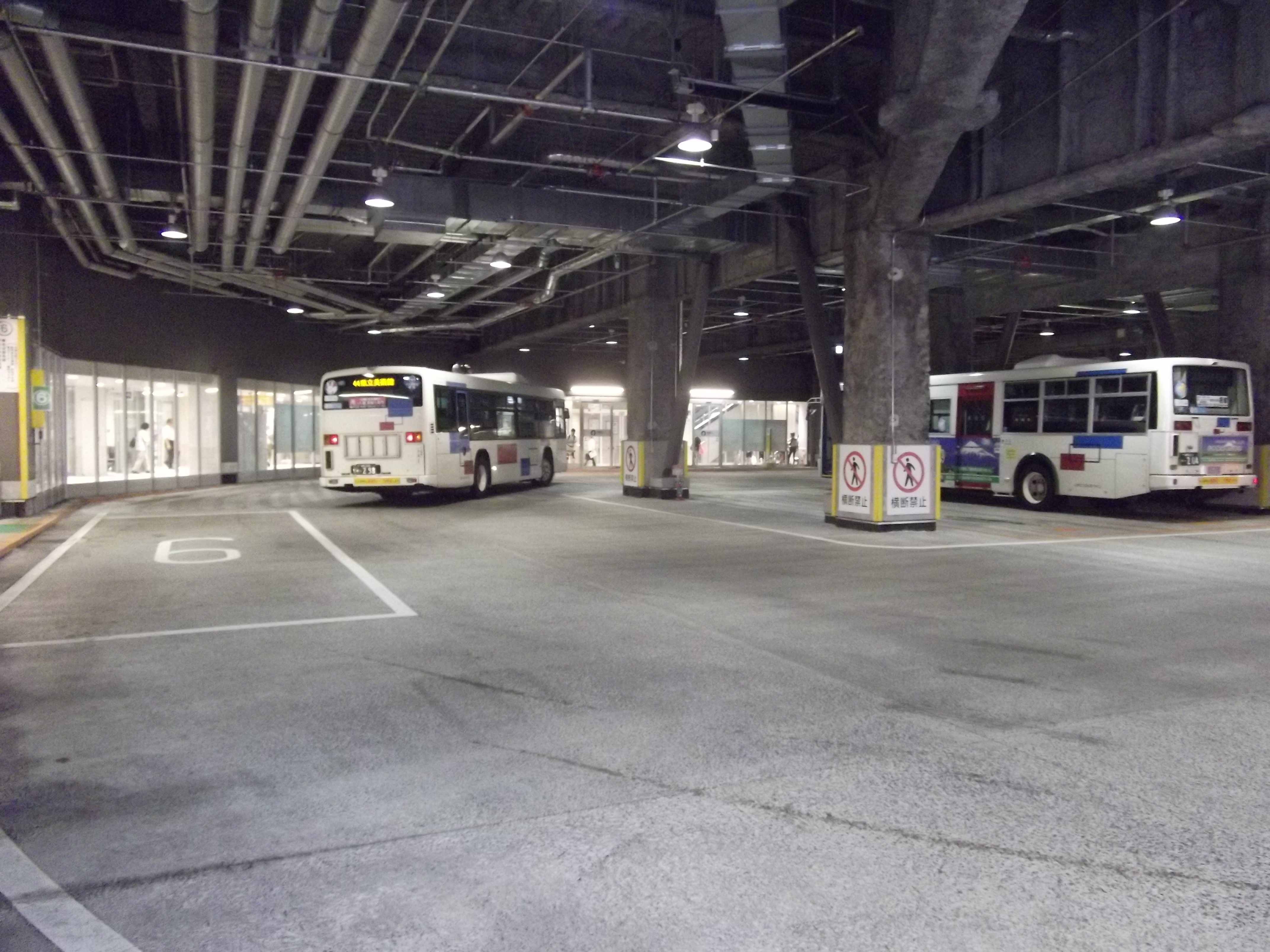
バスターミナル内

- しずてつジャストラインが運行している（バス停の名称は「新静岡バスターミナル」「新静岡伝馬町」「新静岡御幸町」、時刻表及びバス車内運賃表の上部バス停名とバス車内放送の1回目は、全て「新静岡」）。

### 高速バス
- 静岡横浜線（横浜ライナー号、2022年3月19日、静岡羽田空港線に変更、2023年1月31日、羽田空港へ延伸[6]）
- 静岡新宿線 ※JRバス関東、JR東海バス、京王バスと共同運行
- 静岡成田空港線（成田空港行）
運休中[7]
- 静岡大阪線（京都大阪ライナー号）
- 静岡甲府線 ※山梨交通と共同運行
- 「東京ディズニーリゾート®」線

### 空港リムジンバス
- 静岡成田空港線（成田空港行）
運休中[7]
- 富士山静岡空港線（富士山静岡空港行）

### 新静岡バスターミナル
- 当駅のある新静岡セノバ1階にあるバスターミナル[8]
- ターミナル開放時間 5:35-1:00[要出典]
- しずてつジャストラインが運営している。
- 運行の都合上、ターミナル内に乗り入れない路線もある。
- 10番は欠番[要出典]

#### 新静岡バス停（新静岡バスターミナル内）
1番
- 中部国道線 （本通・丸子営業所・藤枝市岡部支所前・藤枝大手経由 藤枝駅前行き）
- 深夜急行藤枝号 藤枝駅前行き ※金曜日のみ運行（ただし、祝日は運休）[要出典]
- 丸子線
- 丸子小坂線
(運行終了し、長田地区コミュニティバスに移管)[9]
- 牧ヶ谷線
- 丸子清閑町線

2番
- 東新田下川原線
- 用宗線
- 藁科線
- 西ヶ谷線
- 千代慈悲尾線
- 小鹿線 運行休止中[10]

3番
- こども病院線
- 唐瀬線
- 上足洗線
- 安東循環線（水落まわり）運行休止中[要出典]
- 駿府浪漫バス

4番
- 水梨東高線
- 竜爪山線(デマンドバスりゅうそう号(則沢～瀬名新田)の増便は、運行終了)[11]
- 東部団地線
- 北街道線

5番
- 中原池ヶ谷線（新静岡→徳洲会病院）
- 日本平線
- 県立美術館線
- 安倍線（運転免許センター・油山・上落合 他方面）

6番（高速バス・空港リムジンバス・夜行バス系統）
- 富士山静岡空港静岡線（富士山静岡空港行）
- 特急静岡相良線
- 静岡羽田空港線（横浜ライナー号）
- 静岡新宿線（新宿・静岡号）
- 静岡成田空港線（成田空港行）
運休中[7]
- 静岡大阪線（京都大阪ライナー号）
- 静岡甲府線
- 「東京ディズニーリゾート®」線

7番
- 降車専用

8番
- 降車専用

#### 新静岡バス停（北街道沿い）
9番
- 安東循環線（中町まわり）運行休止中[要出典]
- 降車（北街道からの各線）

#### 新静岡伝馬町バス停（ペガサート前）
11番
- 美和大谷線（東大谷方面）
- 県立病院高松線（登呂コープタウン方面）
- 大浜麻機（おおはまあさばた）線（大浜方面）
- 中原池ヶ谷線（徳洲会病院方面）
- 井の宮線
- 西部循環線（駒形まわり）

#### 新静岡御幸町バス停（電電ビル前）
12番
- 美和大谷線（美和方面）
- 県立病院高松線（県立病院方面）
- 大浜麻機線（麻機方面）
- 中原池ヶ谷線（唐瀬方面）
- 西部循環線（中町まわり）

## その他
- パサールカードには、「静岡」と表示されていた[要出典]。
- 駅の新清水寄りに設置されている両渡り線には、かつて走行時に発生するレールと車輪が軋む音を低減させる目的で散水装置が設置されていたが、新清水駅共々程なく撤去された[要出典]。
- 2008年に、プラットホームで「杉ちゃん&鉄平」のコンサートが開催されていた[要出典]。

## 隣の駅
静岡鉄道
S 静岡清水線
■急行
新静岡駅 (S01) → 県総合運動場駅 (S08)
■通勤急行・■普通
新静岡駅 (S01) - 日吉町駅 (S02)